# Tribunal des maréchaux de France
Le tribunal des maréchaux de France, ou tribunal du point d'honneur, est une juridiction de l'Ancien Régime ayant compétence pour connaître de « toutes affaires d’injures et de provocations à duel impliquant des gentilshommes, civils et militaires, français et étrangers »

## Historique
L'ordonnance de Moulins interdit en 1566 les duels entre gentilshommes et impose le recours aux connétables et maréchaux pour trancher le différend. L'arrêt du parlement du 29 juin 1599, les édits de 1602 et 1609 qualifiant les duels de crime de lèse-majesté ne suffisent cependant pas à mettre un terme à cette pratique aristocratique dont sont victimes quatre mille personnes en vingt ans. Les déclarations et édits de 1624 et 1626 tentent encore de faire appliquer l'interdiction par les maréchaux. François de Montmorency-Bouteville et son second François de Rosmadec, comte de Chapelles, sont décapités le 22 juin 1627 en place de Grève pour avoir défié l'édit royal.
Par un nouvel édit de 1643, les justiciables ne relèvent plus des maréchaux mais des parlements et des juges ordinaires. Les maréchaux retrouvent leur compétence en 1651 tout en la partageant avec les juges ordinaires (édits de 1679 et 1723).
La juridiction du point d'honneur est constituée à Paris par le tribunal des maréchaux et en province par les lieutenants des maréchaux qui préviennent les duels en réglant les différends avant la commission du délit. Les charges des maréchaux et de leurs lieutenants sont vénales jusqu'en 1771. Les indemnités sont fixées par le règlement du 21 avril 1735.
Ces formations sont compétentes pour connaître « des injures, de vive voix ou par écrit, et des voies de fait, excès réels ou simples menaces accompagnées de gestes outrageants ». Les sanctions sont prévues par les règlements et déclarations des 22 août 1653, 22 août 1679, et 12 avril 1723 relatifs aux « satisfactions et réparations d'honneur ». Un édit de 1704 précise les peines encourues par les « officiers de robe coupables de paroles injurieuses ou de voies de fait ». Ces différends, qu'il s'agit d'empêcher de dégénérer, sont de tous ordres touchant aux droits honorifiques mais aussi aux droits de chasse et de pêche.
Le règlement du 20 février 1748 étend la compétence de ces juridictions aux litiges concernant des roturiers lorsque des gentilshommes leur sont redevables par la souscription d'un billet d'honneur. Le tribunal des maréchaux ne juge pas au fond qui est de la compétence des juges ordinaires mais il peut sanctionner de peines de prison lorsque les justiciables n'ont pas satisfait à leur engagement.
En province un office de lieutenant des maréchaux est installé dans chaque bailliage et sénéchaussée par les édits de 1651, 1679, 1693, 1702 « pour connaître et juger des différends qui surviendront entre les gentilshommes, ou autres faisant profession des armes, soit à cause des choses, droits honorifiques des églises, prééminences des fiefs et seigneuries, ou autres querelles mêlées avec le point d'honneur ». L'édit de 1707 porte leur nombre à deux. En outre, un conseiller-rapporteur du point d'honneur est nommé par un édit de 1704 pour l'instruction des affaires. La fonction des lieutenants et des conseillers est encore précisée par deux règlements de 1653 et de 1679 et par un édit de 1723. Le lieutenant des maréchaux de France a essentiellement un rôle de conciliation. Si la conciliation n'aboutit pas, le cas remonte à Paris au tribunal des maréchaux de France qui se réunit chez le plus ancien d'entre eux. Les lieutenants des maréchaux rendent compte au tribunal des ordonnances rendues en conciliation. Selon la gravité et l'urgence de l'affaire, le lieutenant peut statuer provisoirement et faire exécuter par un cavalier de maréchaussée une promesse de paiement au même titre que les juges du tribunal des maréchaux. La maréchaussée est tenue d'obéir aux ordres des maréchaux comme à ceux des lieutenants de la juridiction du point d'honneur.
Jusqu'en 1771 aucun quartier de noblesse n'est positivement exigible pour obtenir la charge de maréchal ou de lieutenant en l'absence de dispositions en ce sens dans l'édit de 1693. Une déclaration du 13 janvier 1771 exige désormais « trois degrés de noblesse et le grade de capitaine [...] sauf considérations particulières ». Quatre degrés et dix ans de service en qualité d'officier sont exigés par le règlement de 1781 sauf encore une fois « services militaires assez distingués pour mériter d'être dispensé de faire la preuve de quatre degrés de noblesse ». Il existe à la fin de l'Ancien Régime 370 charges de lieutenant ou de maréchal de la juridiction du point d'honneur. Les fonctions et le tribunal sont supprimées par l'article 13 de la loi du 7 septembre 1790 Les archives de ce tribunal sont assez rares.

## Lieutenants des maréchaux de France, juges, greffiers et conseillers-rapporteurs du point d'honneur
- Fulcran de Roquefeuil, vicomte de Gabriac, colonel et lieutenant des maréchaux de France[5]

- Jean III de Dax, Sgr et baron d’Axat, de Leuc et autres places, sénéchal de Limoux, lieutenant des maréchaux de France et juge du point d'honneur dans l'étendue de la sénéchaussée de Limoux en 1666[6].
- Jean de Vion (1648-1728), seigneur de Gaillon[7]
- Nicolas Charles de Malon de Bercy, Chevalier, Sgr de Bercy, Conflans, Charenton et autres lieux, Conseiller du Roy en ses Conseils, maître des Requêtes honoraire, est conseiller-rapporteur du point d'honneur au Tribunal des maréchaux en 1745 [8]
- Pierre Coustard de Massi, lieutenant des maréchaux de France à Nantes entre mars 1771 et janvier 1773.
- Vincent-Marie de Vaublanc, lieutenant des maréchaux de France pour Dammarie-les-Lys en 1782.
- Bertrand Pierre Marie de la Boëssière, lieutenant des maréchaux de France et juge du point d'honneur à Guingamp autour de 1766
- Alexandre-Claude Bellier Du Chesnay, lieutenant des maréchaux de France et greffier du point d'honneur de Chartres autour de 1780.
- Le père du peintre Fleury François Richard est conseiller-rapporteur du point d'honneur à Lyon autour de 1771.
- Louis François Leblanc (dit Leblanc de Neauville) né à Chartres, paroisse Sainte-Foy, le 4 mars 1745, décédé même commune le 18 décembre 1834[9], est rapporteur du point d'honneur[10].
- Vincent-Casimir Audren comte de Kerdrel, lieutenant des maréchaux de France en 1776.
- Gabriel Jean Dominique de Rochefort reçu le 5 mai 1773 à Issoudun lieutenant des maréchaux de France.
- Pierre Dubern, secrétaire-greffier du point d'honneur à Nantes de 1771 à 1789 environ
- Henri Jacques Goüin-Moisant, secrétaire-greffier du point d'honneur au département de Langeais vers 1780.
- Jacques Louis de Bournon
- Gilles-François de Graimberg de Belleau
- Gaspard-François Toustain de Richebourg
- Michel de Bullioud (1742-1789)
- Nicolas Louis de Salligny